# Ali Karimi
Mohammad Ali Karimi (Teheran, 8 november 1978) is een voormalig  voetballer uit Iran. Hij werd gezien als een van de beste spelers uit Azië. Hij speelde sinds 2011 als middenvelder voor Persepolis.

## Clubvoetbal
Hij begon zijn profcarrière op 20-jarige leeftijd in 1998 bij Pirouzi Teheran, ook wel bekend als Perspolis FC. Daarvóór speelde hij bij Fath FC. Het duurde niet lang en hij won al in 1999 de double in Iran. Een jaar later werd Pirouzi weer kampioen. Zijn spectaculaire stijl leverde hem al snel fans op. Hij kreeg dan ook interesse van Europese clubs. Atlético Madrid uit Spanje en Perugia uit Italië waren geïnteresseerd.
Maar in 2001 vertrok hij dan naar Al-Ahli FC. Al zijn eerste seizoen bij zijn nieuwe club was succesvol. Na een periode zonder bekers won Ah-Ahly Dubai de President’s Cup. Hij won ook de prijs voor de beste speler van de competitie. Zijn wonderbaarlijke trucjes en technische handigheid op het veld maakten hem snel tot een idool in het Midden-Oosten. Hij kreeg dan ook de bijnaam “Maradona van Azië”.
De opvolgende jaren bleef hij iedereen verbazen met zijn trucjes. En kreeg hij interesse van Europese topclubs, o.a FC Bayern München. Dit kwam mede door een vriendschappelijke wedstrijd van Iran tegen Duitsland waarin Karimi opnieuw liet blijken wat voor een speler hij is. Hij tekende daarop bij Bayern München. Zijn eerste seizoen bij FC Bayern München leek op zijn eerste bij Pirouzi Teheran. FC Bayern won later de Double. Toch moest ook hij even wennen aan Europees voetbal. Maar het duurde niet lang. Hij werd snel geaccepteerd door zijn collega’s en liet ook op het veld te overtuigen. Zijn eerste wedstrijd in de Bundesliga was tegen Borussia Mönchengladbach (speeldag 1, seizoen 05/06) waar hij tijdens de rust werd gebracht. Zijn eerste doelpunt scoorde hij een week later tijdens de 5-2-overwinning tegen Bayer 04 Leverkusen en bereidde ook een doelpunt van Roy Makaay voor. Ook in de Champions League heeft hij al gescoord tegen Rapid Wien tijdens een 4-0-overwinning.
Hij kwam dat seizoen op 20 duels (daarin stond hij 11 keer in de basis) tot de 24e speelronde waar hij tegen Borussia Dortmund geblesseerd raakte. Daardoor kon hij dat seizoen niet uitspelen. Hij hoopte fit te zijn voor het nieuwe seizoen om Michael Ballack te vervangen die vertrok naar Chelsea. Maar door de komst van Mark van Bommel kreeg hij weinig mogelijkheden om te spelen.
Karimi verkondigde op 3 juli 2007 dat hij ging spelen voor Qatar SC als middenvelder en met zijn favoriete nummer 8. Hij heeft echter een clausule in zijn contract opgenomen die ervoor zorgt dat hij op elk moment kan vertrekken naar een Europese club. In 2008 kwam hij tot een akkoord met Al-Siliya met een contractwaarde van 4,7 miljoen dollar. Deze deal ging uiteindelijk niet door omdat Persepolis Teheran hem wist te overtuigen om terug in eigen land te gaan voetballen. De Iraanse club kocht daaropvolgend zijn contract bij Al-Siliya af. Karimi speelde uiteindelijk maar één jaar bij Persepolis. In 2009 trok hij naar Steel Azin Teheran, waar hij ook kapitein van de ploeg is. Op 31 januari 2011 tekende Karimi opnieuw een contract bij een Duitse grootmacht. Deze keer was het Schalke 04 dat de inmiddels 32-jarige Iraniër vastlegde.

## Nationaal elftal
Hij maakte zijn debuut voor Iran op 13 oktober 1998 tegen Koeweit. Dat duel ging met 3-0 verloren. Twee maanden later ging hij met Iran naar de Aziatische Spelen, alwaar hij de gouden medaille behaalde. Hij haalde met Iran niet de kwalificatie voor het WK 2002.
Zijn volgende succes zou tijdens de Azië-Beker 2004 gebeuren. Waar hij met 5 doelpunten topscorer van het toernooi werd. Drie van die doelpunten maakte hij in de kwartfinale tegen Zuid-Korea. Hij werd in dat jaar ook Aziatisch voetballer van het jaar, de derde Iraniër die dat werd.
Hij bewees in de kwalificatie voor het WK 2006 dat hij ook met druk om kan gaan. Namelijk toen hij het winnende doelpunt van Vahid Hashemian tegen Japan in de slotminuten voorbereidde. Een paar dagen later deed hij dit nog een keer tegen Noord-Korea. Hij hield de bal rustig vast tot hij zag dat hij de bal aan Javad Nekounam kon geven en die maakte de 2-0.

## Erelijst
Al-Ahli
- Aziatisch voetballer van het jaar

2004